# Аллея пионеров-героев (Ульяновск)
Аллея пионеров-героев — памятная аллея, проходящая по тротуару улицы Минаева в Ульяновске.

## История
8 мая 2015 года, в канун 70-й годовщины Победы советского народа в Великой Отечественной войне, в Ульяновске состоялась церемония открытия Аллеи пионеров-героев и в этот же день на городской площади 30-летия Победы, где был установлен Памятник детям войны, начался митинг-реквием «Здесь тыл был фронтом».
Аллея простирается от этой площади вдоль Дворца творчества детей и молодежи до Аксаковской библиотеки. На ней установлены барельефы шестнадцати молодых героев войны, в их числе Леонид Голиков, Володя Дубинин, Валя Котик, Марат Казей, а также некоторые члены «Молодой гвардии». Кроме пионеров и молодогвардейцев на аллее есть изображения и двух комсомольцев-героев — Александра Матросова и Зои Космодемьянской. Цель создания Аллеи — сохранение памяти о подвиге молодых советских людей, отдавших свои жизни в борьбе с немецко-фашистскими захватчиками. На открытии Аллеи губернатор Ульяновской области Сергей Морозов сказал:

«В честь своих героев — живых и погибших — на всей территории Ульяновской области в эти предпраздничные дни мы закладываем аллеи, открываем памятники и благоустраиваем памятные места. Одним из таких мест отныне станет наша Аллея Славы, которую мы открываем в честь пионеров-героев и героев-комсомольцев. Основная задача наших проектов — сохранить живую историческую память.»

Кроме открытия Аллеи героев на этой церемонии состоялось вручение копий Знамени Победы школам региона, носящим имена Героев Советского Союза и России, которых в настоящее время в Ульяновской области тридцать пять.

## Список Героев
Имена, увековеченные на Аллее пионеров-героев в Ульяновской области:
- Чекалин Александр Павлович (1925—1941) — Герой Советского Союза, звание присвоено посмертно Указом Президиума Верховного Совета от 4 февраля 1942 года;
- Голиков Леонид Александрович (1926—1943) — Герой Советского Союза, звание присвоено посмертно Указом Президиума Верховного Совета от 2 апреля 1944 года;
- Котик Валентин Александрович (1930—1944) — Герой Советского Союза, звание присвоено посмертно Указом Президиума Верховного Совета СССР от 27 июня 1958 года;
- Портнова Зинаида Мартыновна (1926—1944) — Герой Советского Союза, звание присвоено посмертно Указом Президиума Верховного Совета СССР от 1 июля 1958 года;
- Казей Марат Иванович (1929—1944) — Герой Советского Союза, звание присвоено посмертно Указом Президиума Верховного Совета от 8 мая 1965 году;
- Бородулин Александр Иванович (1926—1942) — Пионер-герой, награждён двумя орденами Красного Знамени (в 1941 году и 1942 году — посмертно);
- Дубинин Владимир Никифорович (1927—1942) — Пионер-герой, награждён орденом Красного Знамени (посмертно).

Организаторы Краснодонского комсомольского подполья, антифашистской организации «Молодая гвардия»:
- Туркенич Иван Васильевич (1920—1944) — Герой Советского Союза (1990, посмертно), командир подпольной комсомольской организации «Молодая гвардия»;
- Кошевой Олег Васильевич (1926—1943) — Герой Советского Союза (1943) участник, один из организаторов подпольной антифашистской организации «Молодая гвардия»;
- Шевцова Любовь Григорьевна (1924—1943) — Герой Советского Союза (1943), член штаба подпольной антифашистской организации «Молодая гвардия»;
- Громова Ульяна Матвеевна (1924—1943) — Герой Советского Союза (1943), член штаба организации «Молодая гвардия»;
- Тюленин Сергей Гаврилович (1925—1943) — Герой Советского Союза (1943), член штаба организации «Молодая гвардия»;
- Земнухов Иван Александрович (1923—1943) — Герой Советского Союза (1943), участник и один из организаторов подпольной антифашистской организации «Молодая гвардия»;
- Третьякевич Виктор Иосифович (1924—1943) — Герой Российской Федерации (2022). Организатор и комиссар подпольной комсомольской организации «Молодая гвардия». Награждён орденом Отечественной войны I степени, посмертно (Указ Президиума ВС СССР от 13 декабря 1960 года).

Комсомольцы — Герои Советского Союза:
- Космодемьянская Зоя Анатольевна (1923—1941) — Герой Советского Союза (1942);
- Матросов Александр Матвеевич (1924—1943) — Герой Советского Союза (1943).

Кроме барельефов-героев на Аллее есть скульптура Юность (скульптор А. Н. Филиппова (1923—1986)), установленная в 1971 году.

## Галерея
- Аллея пионеров-героев.
- ХМК СССР, 1979. Ульяновск. Дворец пионеров. (Начало Аллеи).
- ХМК СССР, 1974. Ульяновск. Дворец пионеров и школьников.(Скульптура "Юность").
- ХМК СССР, 1991. Скульптура "Юность", со спецгашением.